# Anton von Doblhoff-Dier
Il Barone Anton Doblhoff-Dier (Gorizia, 10 novembre 1800 – Vienna, 16 aprile 1872) è stato un politico austriaco.

## Biografia
Anton von Doblhoff-Dier nacque a Gorizia da una famiglia della piccola nobiltà austriaca locale. Intrapresi gli studi di giurisprudenza, si laureò a Vienna nel 1826 e subito iniziò ad interessarsi ai problemi dello stato, compiendo un viaggio di studio in Francia e Inghilterra nel 1838, con l'intento di trarre una politica comparativa con gli altri paesi, utile a risollevare le sorti dello stato austriaco dopo il periodo napoleonico.
Egli iniziò la propria carriera ministeriale durante il periodo di crisi nel governo austriaco dato dalle rivoluzioni del 1848: in quell'anno venne nominato Ministro del Commercio, degli Interni e della Cultura, incarichi ai quali rinunciò il 10 dicembre di quello stesso anno. Dall'8 giugno al 18 giugno del 1848 fu anche Primo Ministro dell'Impero Austriaco, carica alla quale però dovette rinunciare per l'instabilità del governo costituitosi e per il periodo acceso.
Ripresa l'attività politica, si diede alla diplomazia ed alle legazioni, fungendo da inviato a L'Aia tra il 1849 e il 1858, rientrando poi in patria come deputato del Senato imperiale a partire dal 1867. Venne nominato quindi Vicepresidente del Reichstag nel 1869.